# 陳王謨
陳王謨（1532年—1598年），號萬峰，安徽合肥人，陳瑄七世孫、陳圭之子，平江伯，明朝軍事將領。

## 生平
生于嘉靖十一年壬辰三月二十四日。嘉靖三十四年（1555年），陳王謨繼承其父陳圭的爵位。次年擔任後軍都督府僉書，三十七年管禁兵侍直。三十九年充總兵官，鎮守兩廣。世宗時張璉的民變波及數郡，陳王謨與提督張臬領兵成功鎮壓，擒斬三萬余人。論功加封太子太保。穆宗隆庆四年庚午（1570年），佥左军都督府事，旋提督神机营。未几，复充總兵官，提督漕運，鎮守淮安。神宗萬曆二年（1574年），掌管前軍都督府事。因病請假調理，十年後于萬曆二十六年（1598年）八月二十七日卒于家，享年六十七，追贈少保，謚武靖。

## 家族
始祖陳瑄，以功封奉天翊运宣力武臣、特进荣禄大夫、柱国、平江伯，卒赠平江侯，谥恭襄。五传至太保兼太子太傅赠太傅谥武襄公陳圭，娶张夫人而生王謨。
元配崔夫人，駙馬都尉京山侯崔元之女；继室柴夫人，太医院吏目柴英女。子十四人：陳胤兆，勳衛，娶张氏，英國公張溶女；继吴氏，恭顺侯吴继爵女，崔氏出，先卒。陳胤征，錦衣衛指揮僉事，娶李氏，安国公李伟女；陳胤嘉，娶孫氏，恩荣官清女；陳胤芳，娶柳氏，安远侯柳震女，俱柴氏出。胤望、胤𬀩、胤美、胤光、胤大、胤丰、胤隆、胤禧、胤祉、胤吉，俱侧室出。女十一人，女婿寧晉伯劉應元、錦衣衛百戶徐維揚、成山伯勳衛王允廉、錦衣衛千戶黃時謙、錦衣衛百戶王椿、順天府生員王懋賞、真人應襲張顯祖等。孙男陳啓嗣（胤兆子）袭封平江伯。